# Chlorochlamys zelleraria
Chlorochlamys zelleraria är en fjärilsart som beskrevs av Alpheus Spring Packard 1896. Chlorochlamys zelleraria ingår i släktet Chlorochlamys och familjen mätare. Inga underarter finns listade i Catalogue of Life.